# ژنراتور هسته‌ای (پزشکی هسته‌ای)

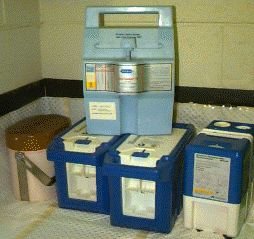

در پزشکی هسته‌ای، ژنراتورهای هسته‌ای یا ژنراتورهای پرتوهسته‌ای (به انگلیسی: Radionuclide Generators) دستگاه‌هایی هستند که برای تولید برخی رادیوایزوتوپها استفاده می‌شوند.
گاهی نیز به این دستگاه گاو رادیواکتیو (به انگلیسی: radioactive cow) نیز گفته‌اند.
این سیستم‌های ژنراتوری برحسب نوع خود قادر به تولید این رادیوایزوتوپ‌ها هستند:
- ۹۹Mo-تکنیتیوم-۹۹m
- ۱۱۳Sn-۱۱۳mIn
- ۸۲Sr-۸۲Rb
- ۸۱Rb-۸۱mKr
- ۶۸Ge-۶۸Ga
- ۶۲Zn-۶۲Cu